# Мёзер
Мёзер (нем. Möser) — община в Германии, в земле Саксония-Анхальт. 
Входит в состав района Йерихов. Подчиняется управлению Бидериц-Мёзер.  Население составляет 8,1 тыс. человек (2013). Занимает площадь 5,13 км².